# 존 해닝 스피크

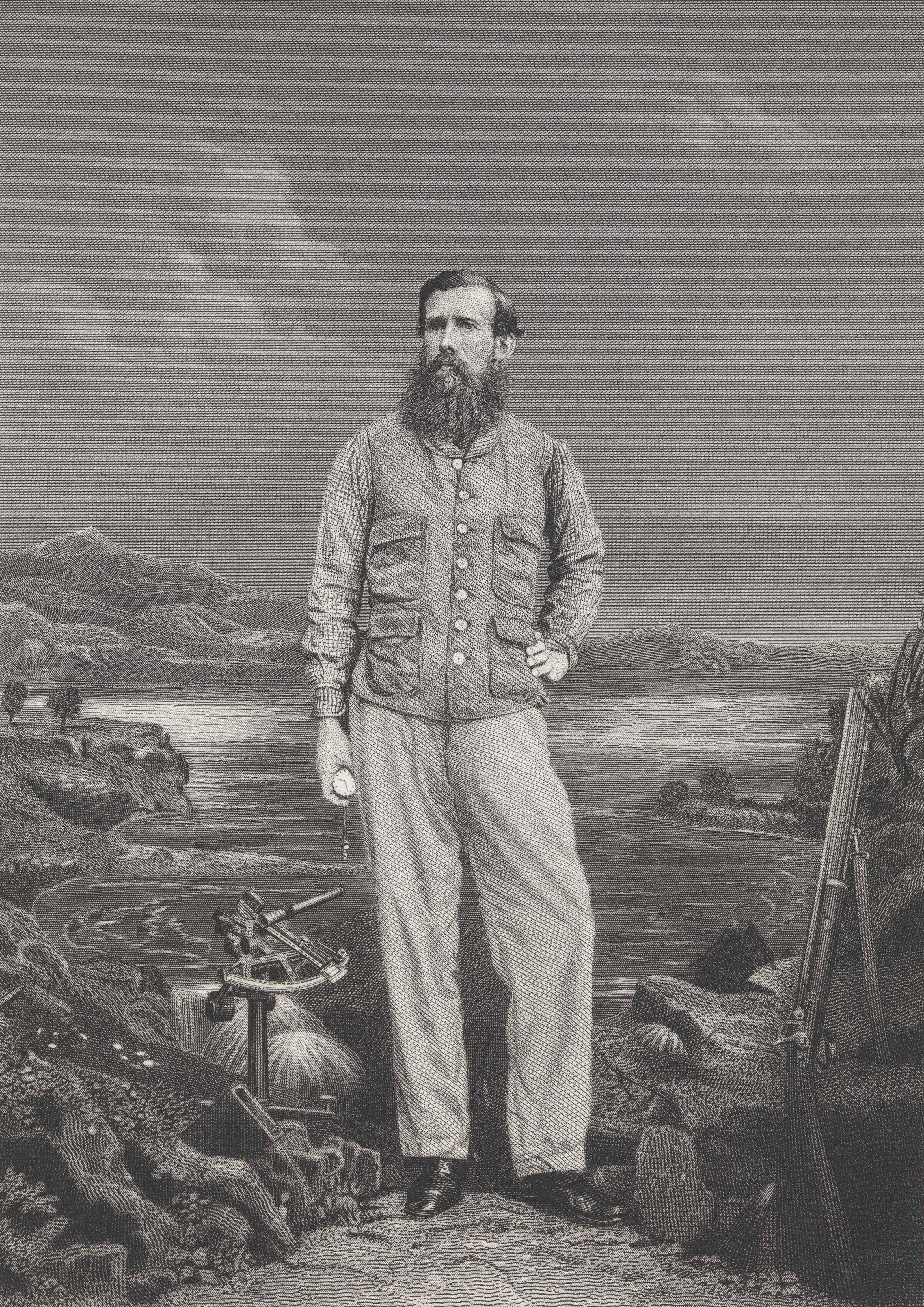

존 해닝 스피크(John Hanning Speke, 1827년 5월 4일 ~ 1864년 9월 15일)는 잉글랜드의 탐험가이자 영국령 인도 육군의 공무원이다. 아프리카를 세 차례 탐험했다. 대부분 나일강의 근원을 탐구했으며 빅토리아호에 도착한 최초의 유럽인이었다.

## 유산

### 영화
- 영화 마운틴 오브 더 문에서 스코틀랜드 배우 이언 글렌이 스피크 역을 맡았다.